# Класифікація Габбла
Класифікація Га́ббла або Хаббла класифікація — класифікація галактик, яку 1936 року запропонував Едвін Габбл. Відтоді запропоновано докладніші класифікації, але класифікація Габбла ще й досі не втратила актуальності.

для спіральних галактик розмір балджа і товщина рукавів зліва направо зменшується, концентрація пилу збільшується.

- E0-E7 — еліптичні галактики, мають відносно рівномірний розподіл зір без чіткого ядра. Цифра показує ексцентриситет: галактики E0 майже кулясті, зі збільшенням номера розвивається сплощення. Число показує форму проєкції на площину спостереження, а не реальну форму галактики, яку може бути важко встановити.

- S0 — лінзоподібні галактики дископодібної форми із чітко вираженим центральним балджем (опуклістю), але без рукавів.

- Sa, Sb, Sc, Sd — спіральні галактики, які складаються з балджа і зовнішнього диска, що містить рукави. Літера показує, наскільки щільно розташовані рукави.

- SBa, SBb, SBc, SBd — спіральні галактики, у яких центральний балдж перетинає яскравий бар (перемичка), від якого відходять рукави.

- Irr — неправильні (іррегулярні) галактики, що не можуть бути віднесені до жодного з перерахованих класів. Галактики типу Irr показують залишки спіральної структури, а IrrII мають зовсім неправильну форму.

| Тип галактики      | Маса (у масах Сонця) | Світність (у світністях Сонця) | Діаметр (кілопарсек) | Зоряне населення                     | Відсоток серед всіх галактик, що спостерігаються |
| ------------------ | -------------------- | ------------------------------ | -------------------- | ------------------------------------ | ------------------------------------------------ |
| Спіральні (S і SB) | 109 — 1011           | 108 — 1010                     | 5 — 250              | диск: Населення I гало: Населення II | 77 %                                             |
| Еліптичні (E)      | 105 — 1013           | 105 — 1011                     | 1 — 205              | Населення II                         | 20 %                                             |
| Іррегулярні (Irr)  | 108 — 1010           | 107 — 109                      | 1 — 10               | Населення I                          | 3 %                                              |

Схему, зображену на малюнку, іноді називають «камертоном Габбла».
Еліптичні галактики іноді називають галактиками раннього типу (або класу), а спіральні та неправильні — пізнього.
Галактики, що вкладаються у класифікацію Хаббла називають нормальними. Крім зазначених типів існують галактики з особливостями (пекулярні галактики), що не дають підстав віднести їх до виділених морфологічних класів. Прикладами можуть бути NGC 128 (має форму подушки) та NGC 4314, у якої замість балджу простежується мініатюрний спіральний утвір (тобто спіральна галактика всередині спіральної галактики). Належність галактики до пекулярних іноді досить умовна. Зокрема, крім перелічених вище унікальних прикладів, до пекулярних належать також галактики з активним ядрами.

## Галерея

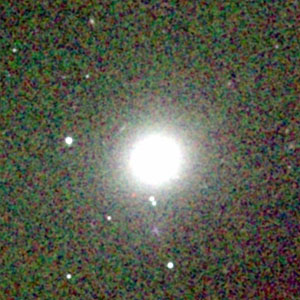
E0: M89
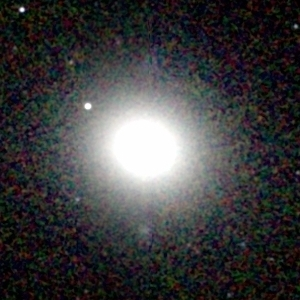
E1: M105
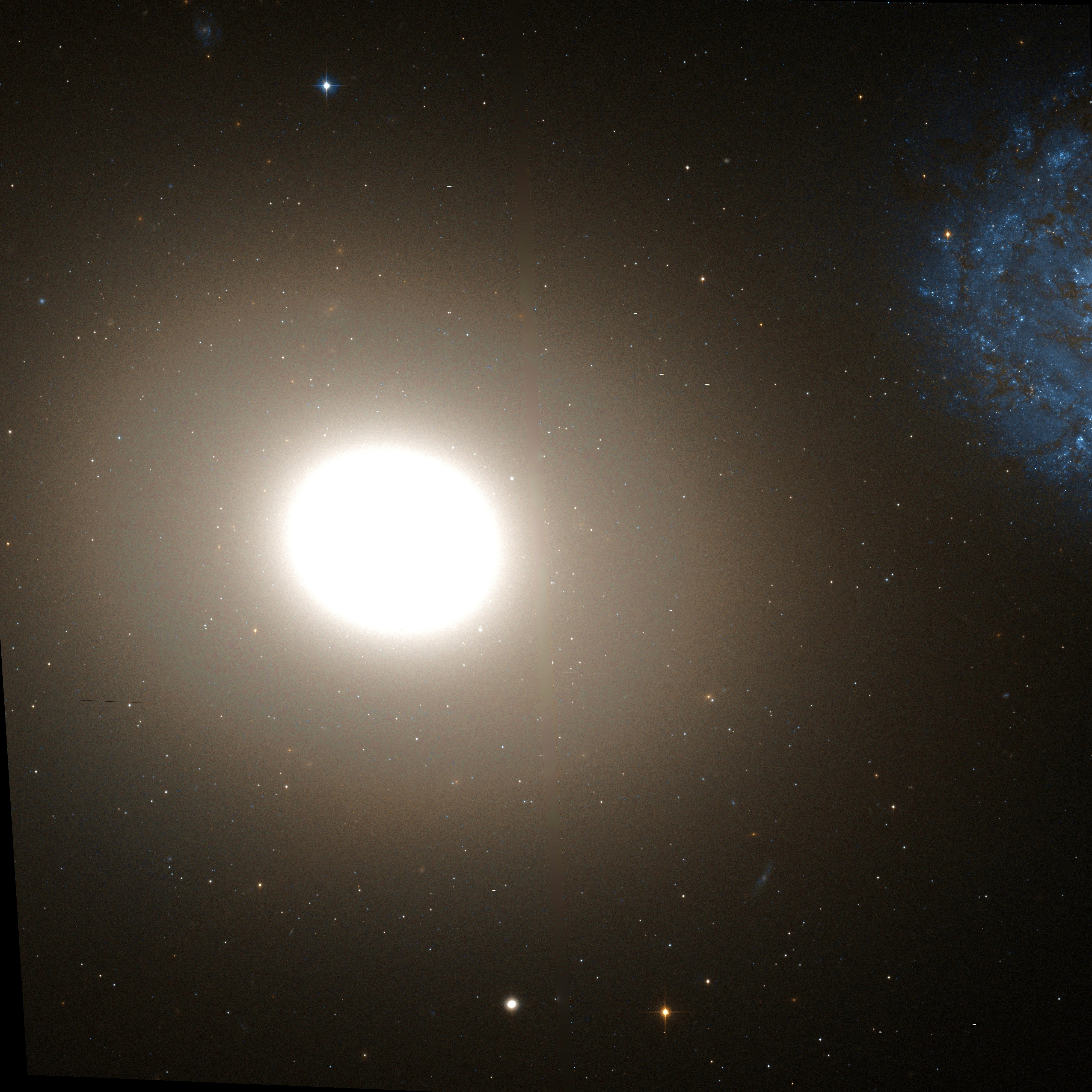
E2: M60
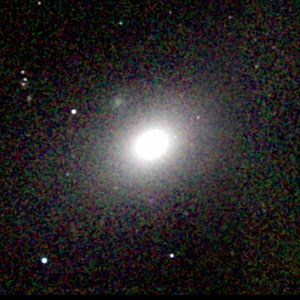
E3: M86
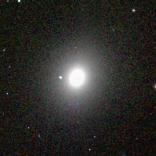
E4: M49
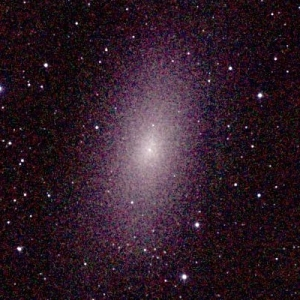
E6: M110
E7: NGC 3384E7: NGC 3384
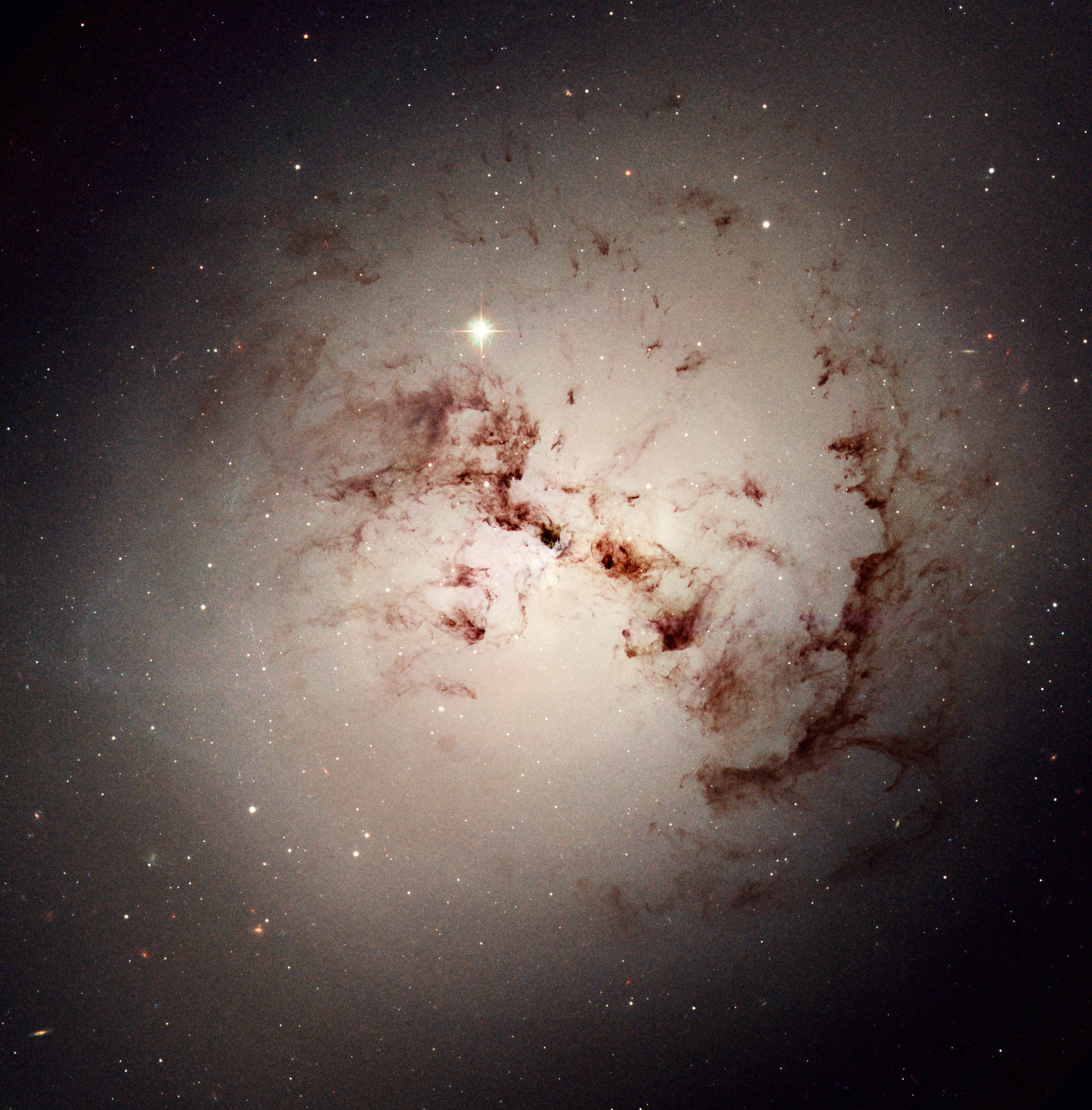
S0: NGC 1316
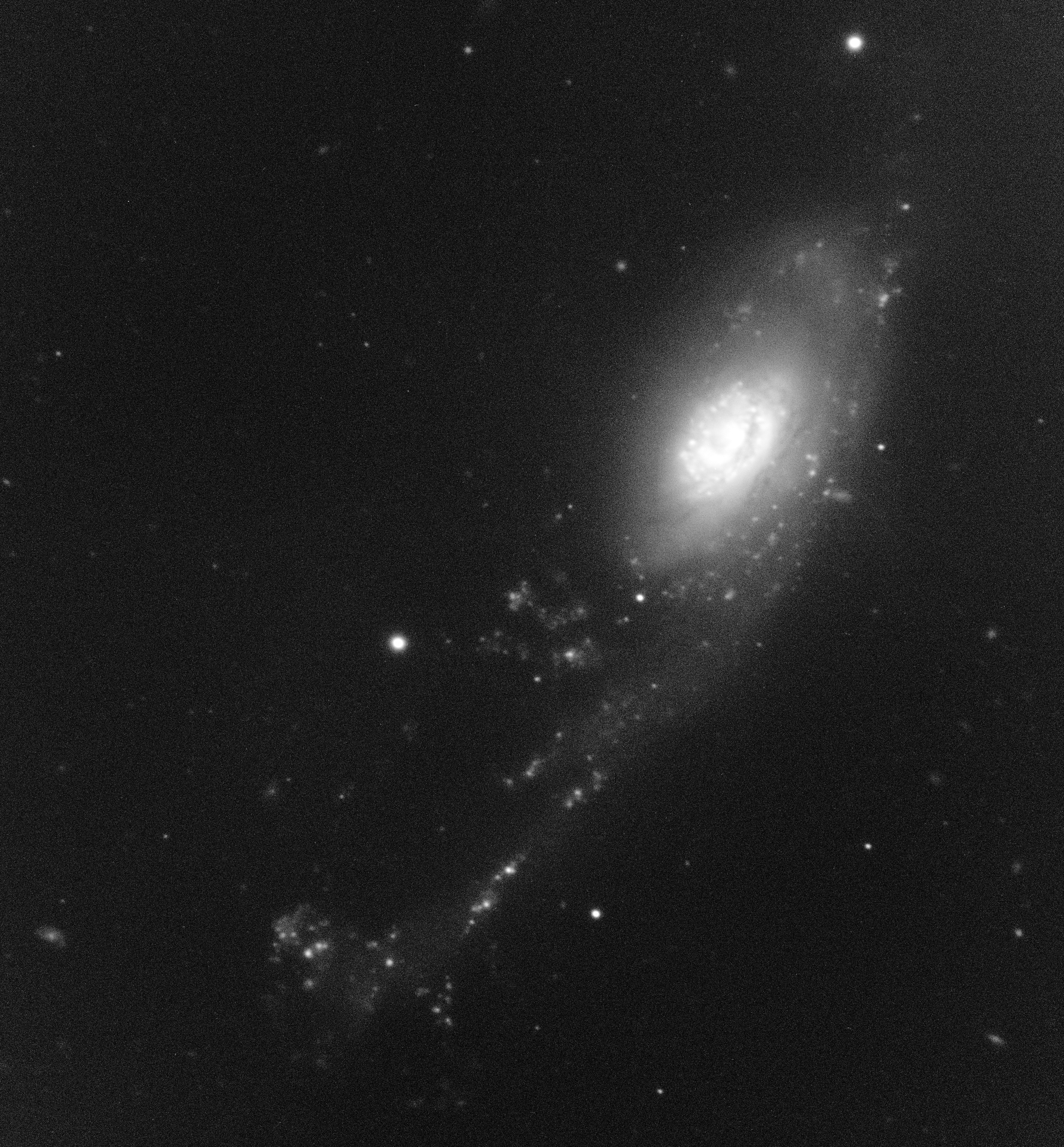
Sa: NGC 92
Sb: M77Sb: M77
Sc: M51
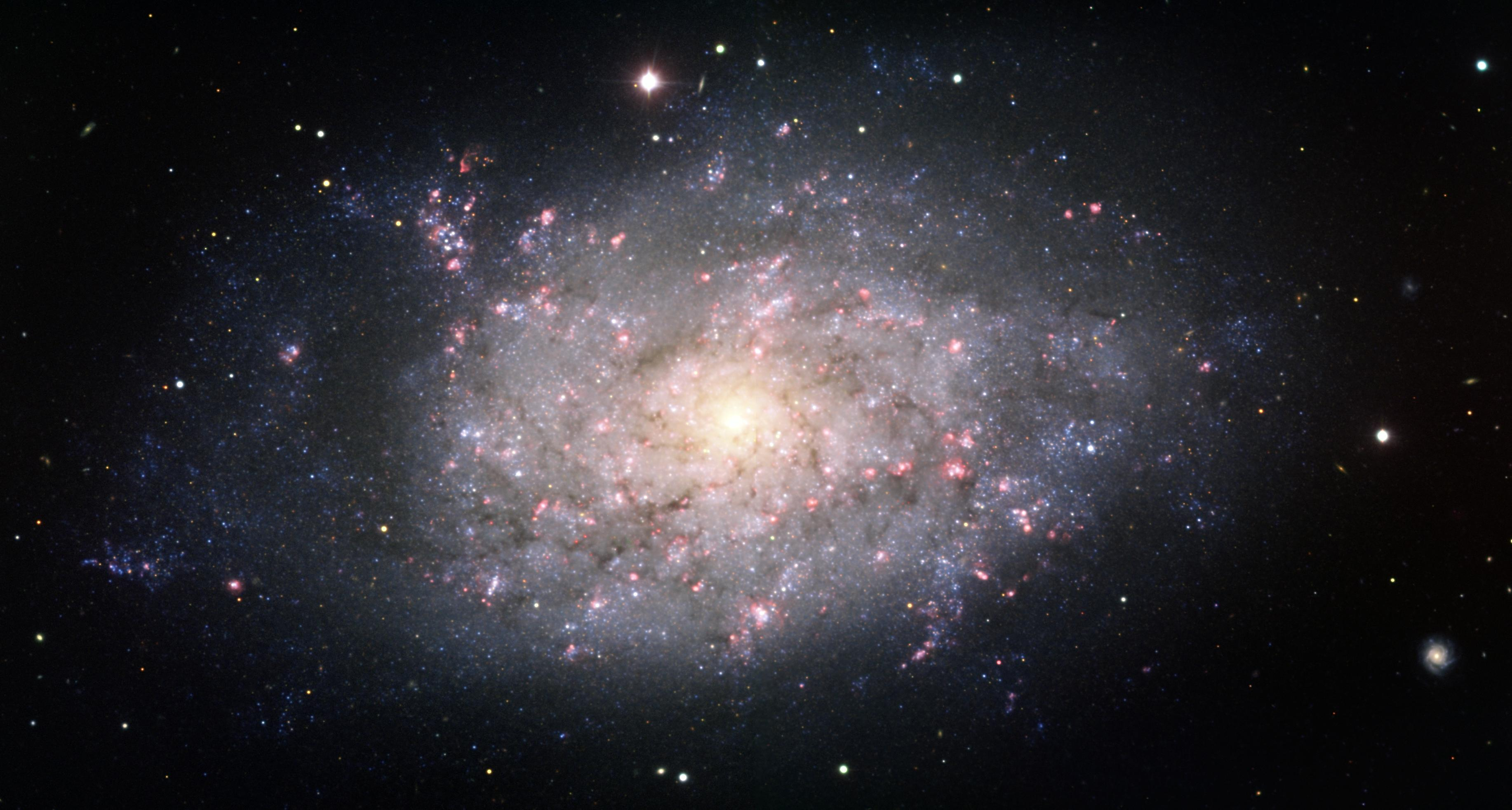
Sd: NGC 7793
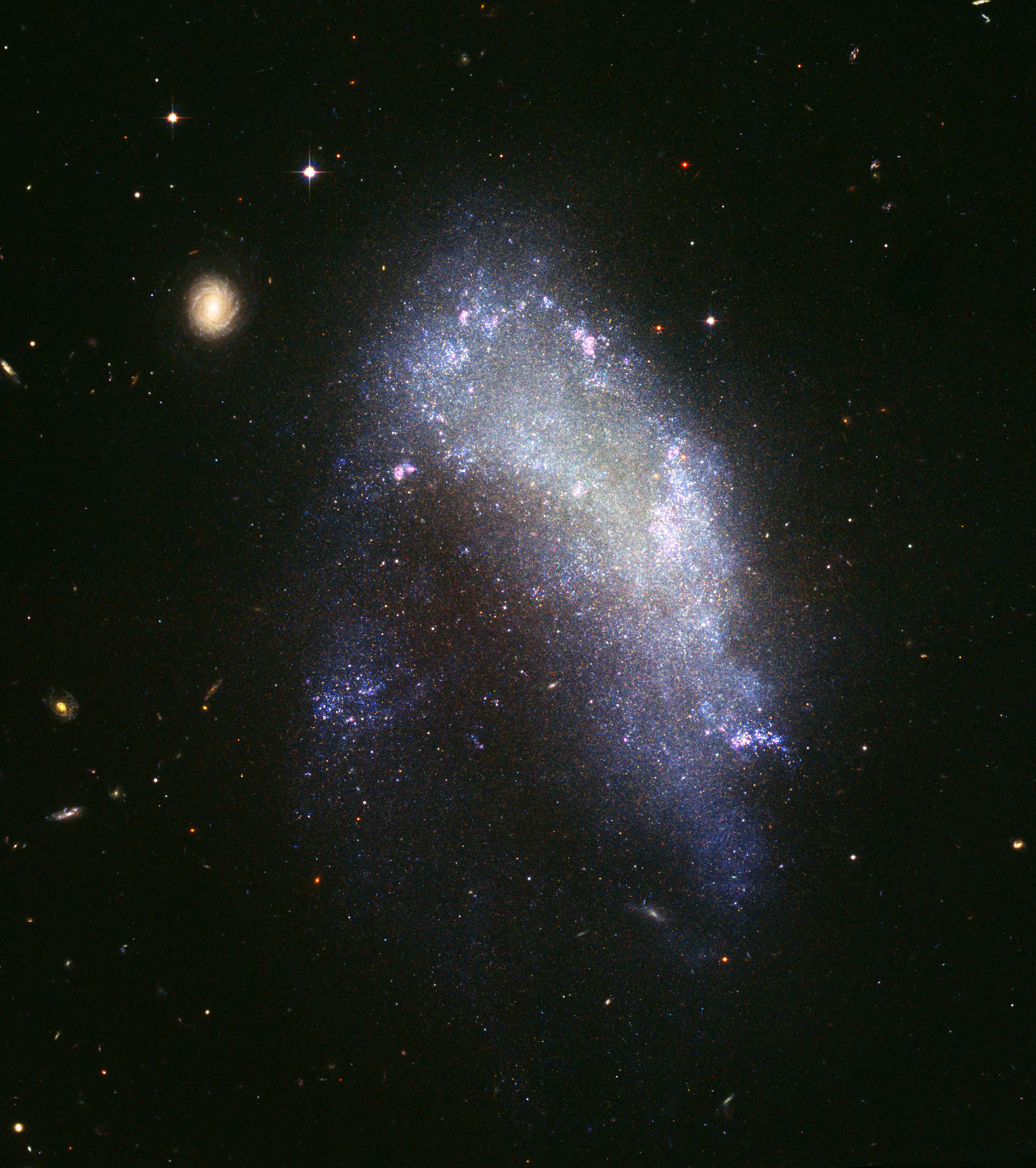
Irr:NGC 1427
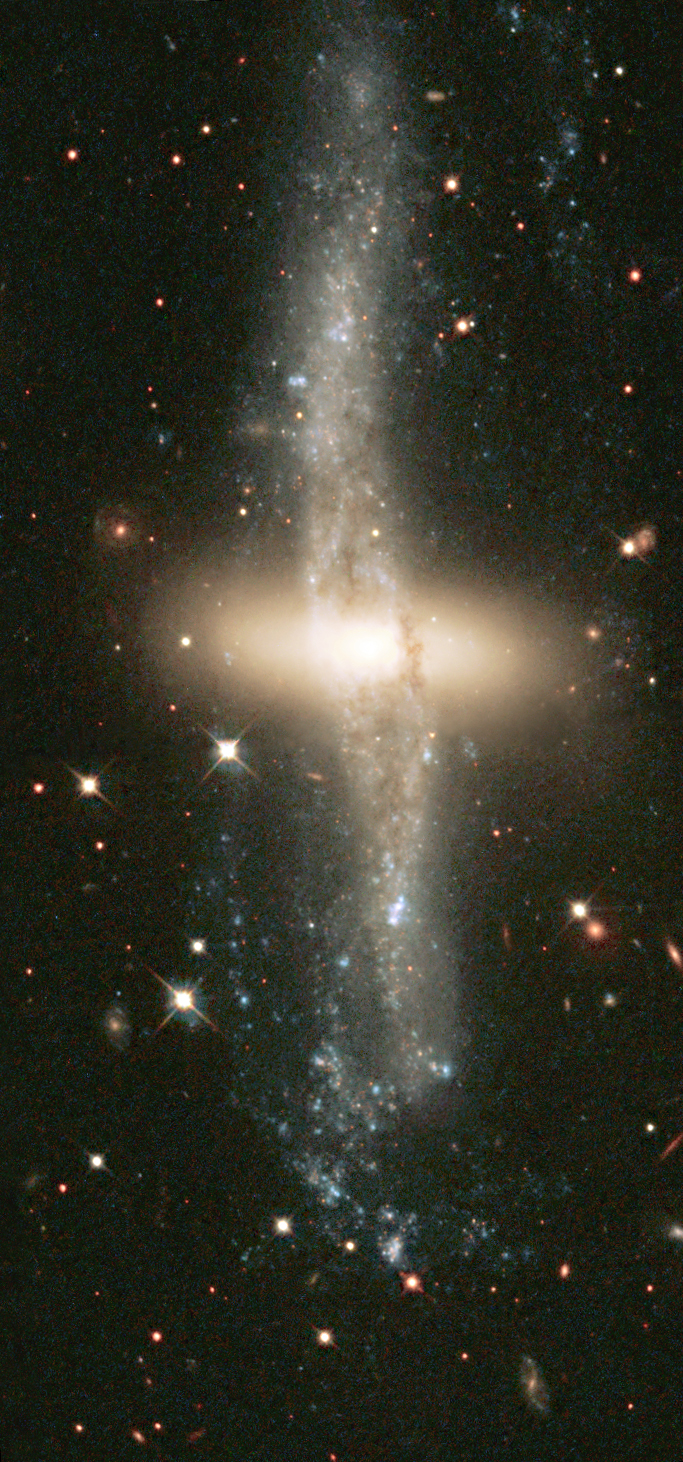
NGC 4650A — галактика з полярним кільцем